# USS Thresher (SSN-593)
El USS Thresher (SSN-593) fue un submarino de ataque, con propulsión nuclear de la Armada de los Estados Unidos, botado en 1960 y comisionado en 1961.  Fue el primer submarino nuclear en siniestrarse en servicio activo en el mundo.
El 10 de abril de 1963, el Thresher se hundió durante las pruebas de inmersión profunda a unos 350 km (220 millas) al este de Cape Cod, Massachusetts, muriendo los 129 tripulantes y personal del astillero a bordo. Es el segundo incidente submarino más mortífero registrado, después de la pérdida en 1942 del submarino francés Surcouf, en el que murieron 130 tripulantes. Su pérdida fue un punto de inflexión para la Marina de los EE. UU., lo que condujo a la implementación de un riguroso programa de seguridad submarina conocido como SUBSAFE. 
Además de ser el primer submarino nuclear perdido en el mar, el Thresher fue también el tercero de cuatro submarinos perdidos con más de 100 personas a bordo, siendo los otros Argonaut, perdido con 102 tripulantes a bordo en 1943, el ya mencionado Surcouf hundiéndose con 130 personas en 1942, y el ruso Kursk, que se hundió con 118 marineros a bordo en 2000. El USS Thresher es uno de los cuatro submarinos de la Armada de los Estados Unidos que se han perdido desde el final de la Segunda Guerra Mundial, los otros son el USS Cochino, el USS Stickleback y el USS Scorpion.

## Historial operativo

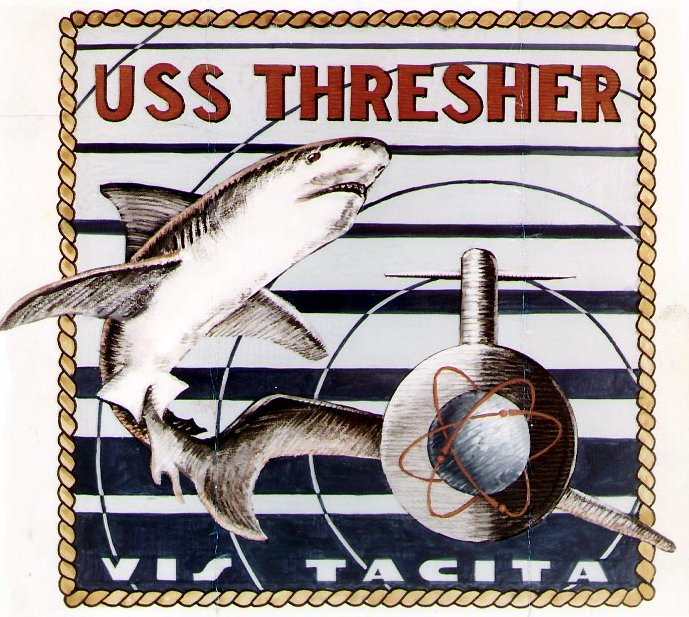
Emblema de combate del USS Thresher.

Fue fabricado en los astilleros navales de Portsmouth, New Hampshire, entre los años 1958 y 1960, botado en 1961 y bautizado como Thresher en remembranza de un pequeño tiburón-zorro. Fue cabeza de clase en su serie y clasificado como submarino de ataque. Fue considerado como el más silencioso, sigiloso, avanzado, rápido y mejor equipado al momento de ser comisionado. 
Poseía un innovador diseño de forma de huso redondeado con una vela hidrodinámica adelantada hacia proa, tanto su forma y su hélice fueron diseñados para crear sigilo con una señal mínima de ruido hidroacústico.
Su objetivo específico era detectar y destruir submarinos soviéticos furtivos en el contexto de la llamada Guerra fría.
Se asignó al comandante Dean L. Axene el llevar a esta unidad a la condición de operativa para combate luego de exhaustivas pruebas de mar, siendo comisionado en agosto de 1961.
El mando de la unidad pasó a manos del comandante Dean. L Alexa quien lo llevó a condición de listo para el servicio siendo comisionado en agosto de 1961.
El 18 de octubre de 1961, el USS Thresher tuvo un incidente estando en el puerto de San Juan, Puerto Rico, al apagarse su reactor por fallo eléctrico cuando ingresaba a dicho puerto.  Debido a esto la temperatura y humedad en el submarino comenzaron a aumentar hasta llegar en su interior a los 60 °C; aun así los hombres en su interior intentaron reiniciar el reactor usando de energía desde otro submarino estadounidense atracado a su costado, su comandante pidió ayuda a otros buques surtos para suministro eléctrico adicional y se pudo al fin reiniciar la autopropulsión y actividad eléctrica.
En 1962 volvió a tener otro incidente estando anclado en Cabo Cañaveral, Florida. Un remolcador lo golpeó accidentalmente dañando seriamente uno de sus tanques de lastrado por lo que tuvo que ser enviado a Groton, Connecticut, para reparaciones, este incidente tuvo repercusiones en su futuro operativo.  El USS Thresher volvió al mar para continuar con ejercicios navales en Florida.
En julio de 1962, entró a los astilleros de Portsmouth para un extenso programa de mantenimiento y reparaciones que alcanzó un periodo de 9 meses volviendo al servicio activo el 8 de abril de 1963.
En enero de 1963 asumió el mando el comandante John Wesley Harvey, proveniente como oficial ejecutivo del USS Sea Dragon (SSN-584).
Wesley era un marino absolutamente profesional, altamente calificado en ingeniería eléctrica y propulsión nuclear con experiencia previa en el comando de submarinos nucleares obtenida en ejercicios tácticos en el Polo Ártico, 

### Desaparición
El 9 de abril de 1963, el USS Thresher zarpó con 96 tripulantes, 12 oficiales y 21 técnicos civiles del astillero de Portsmouth junto al barco de rescate y apoyo submarino Skylark desde Portsmouth para efectuar ejercicios rutinarios de comprobación a una zona a 370 km al este del Cabo Cod, en el golfo de Maine donde comienza el talud continental.  Las pruebas a realizar consistían en una serie de ejercicios de inmersión a diferentes profundidades para someterlo a diferentes presiones hidrostáticas y comprobar la estanqueidad del casco con comunicaciones continuas al barco de apoyo cada 15 minutos. La prueba máxima era a 200 m de profundidad.
La secuencia de ejercicios consistía en hacer inmersión controlada cada 30 m de profundidad para verificar la inexistencia de fugas e integridad del casco de presión. 
Se realizaron al menos dos pruebas hasta los 100 m en la tarde del 9 de abril y durante la noche permaneció sumergido a una profundidad estándar de 100 m.
En la madrugada de la mañana del 10 de abril emergió para comprobación de fugas en superficie y a las 7:47 horas comenzó una inmersión a una profundidad de prueba de resistencia del casco de presión a 200 m realizando una lenta y progresiva espiral de descenso a baja velocidad para no perder comunicación con el Skylark.  La profundidad batimétrica en la zona era de 2560 m de profundidad.
60 minutos después, el Skylark comenzó a recibir una serie de confusas comunicaciones entrecortadas y difusas que indicaban mensajes tales como:.... [ilegible] ángulo positivo,......[ilegible] intentar volar, [ilegible]...pequeñas dificultades...,[ilegible]....900 (probablemente 900 pies o 300 m).  Estaciones hidroacústicas registraron ruidos de roturas de mamparos e implosión en el sector a una profundidad de 400 m.
No se supo más del USS Thresher. Más tarde emergieron manchas de aceite y plásticos en la zona.
El USS Skylark declaró emergencia dos horas después indicando que probablemente el USS Tresher se había hundido.

### Descubrimiento del pecio e investigación
En mayo de 1963, la Armada envió al buque oceanográfico USSNS Mizar, el cual realizó barridos laterales con sonar detectando algunas estructuras a una profundidad de 2500 m que parecían corresponder al USS Thresher.
En junio de 1963, el batiscafo Trieste fue contratado para tomar fotografías que aportaran a la investigación del accidente revelando que el submarino se había desintegrado y sus restos estaban esparcidos en un campo de escombros de 134 km².
Se fotografiaron los restos de mayor tamaño tales como la vela, la sección de operaciones, la cola de popa y sección de proa.
Algunas fotografías apuntaron a tubos exteriores en la sección de popa cuyas válvulas y soldaduras parecían dañadas.
En septiembre de 1964, el batiscafo Trieste II no solo tomó fotografías sino que además se pudieron extraer piezas escogidas para su inspección en superficie.
La comisión investigadora analizó la nueva serie de fotos y piezas recuperadas concluyendo que unas soldaduras de plata estaban defectuosas en los tubos exteriores y que una de las válvulas interiores había saltado, iniciando probablemente una inundación a razón de 750 L/s en la sala de máquinas, provocando fallo eléctrico que afectara el sistema de refrigeración y que paralizaron la propulsión.  Wesley al intentar soltar lastre en los tanques no pudo hacerlo ya que las válvulas se habían congelado, esto habría provocado que el submarino se inundara de popa, perdiera su posición de horizontalidad y que el submarino descendiera en posición semi-vertical a las profundidades. El colapso consecuente con una implosión de 0,1 s de duración indicó que la tripulación no se dio cuenta de su muerte y que esta fue instantánea.
La cadena de sucesos se exhibe en la siguiente tabla.
| Tiempo | Evento |
| ------ | --- |
| 07:47  | El USS Thresher comunica inicio de maniobras de inmersión. |
| 8:00   | El USS Thresher indica que la maniobra se completa e inicia descenso. |
| 08:09  | Wesley indica que alcanza la mitad de la profundidad de prueba. |
| 08:25  | El USS Thresher alcanza los 820 pies (249,9 m). |
| 09:02  | El USS Thresher comunica que ha alcanzado la profundidad de prueba y que se mueve en curso de 90°, la comunicación se torna defectuosa a partir de ese momento.                                        |
| 09:09  | El USS Tresher comunica la frase: -Pequeños problemas...timón arriba...intento dar aire.- (Probable inundación en la sala de máquinas, la propulsión se detiene y se intenta deslastrar el submarino). |
| 09:12  | No se establece comunicación con el submarino. |
| 09:13  | El comandante Wesley indica frases inconexas como: -intentar volar-, -ángulo positivo (el submarino pierde estabilidad horizontal, cae de popa y se escucha la salida de aire comprimido).             |
| 09:14  | El USS Skylark comunica al USS Tresher que la zona está despejada para emerger seguro, no hay respuesta.                                                                                               |
| 09:15  | El USS Skylark pregunta con máximo volumen: -¿Cuáles son sus intenciones? -¿tienes el control?. |
| 09:16  | El escucha del USS Skylark recibe la frase: -900- (probablemente indica 270 m) |
| 09:17  | Una débil comunicación del USS Thresher indica que supera la profundidad de prueba (300 m). |
| 09:18  | Los hidrófonos del Skylark detectan un evento hidroacústico de 0,1 segundo de duración que señala implosión violenta y ruido de deformación metálica a 400 m de profundidad.                           |
| 09:20  | El USS Skylark intenta establecer comunicación sin recibir respuesta. Emergen manchas de aceite y plásticos a la superficie.                                                                           |
| 11:04  | El Skylark comunica que ha perdido la comunicación. |
| 12:45  | El Skylark comunica al Alto Mando de la Flota del Atlántico que el submarino se ha perdido. |

Simulación de la inundación del USS Tresher.

El 11 de abril de 1963, la Armada de Estados Unidos da oficialmente por siniestrado al USS Tresher.

## Consecuencias
El 11 de abril, se dio oficialmente por desaparecido al submarino y el presidente, John F. Kennedy ordenó tres días de luto.
La clase Thresher fue rebautizada como clase Permit para evitar suspicacias en las tripulaciones navales de los submarinos en construcción. 
El desastre llevó a Operaciones navales a revaluar todas las consideraciones técnicas derivadas del hundimiento.
En 1968, se perdió en condiciones parecidas pero mucho más enigmáticas, un segundo submarino nuclear, el USS Scorpion (SSN-589).

Imágenes del USS Thresher SSN-593
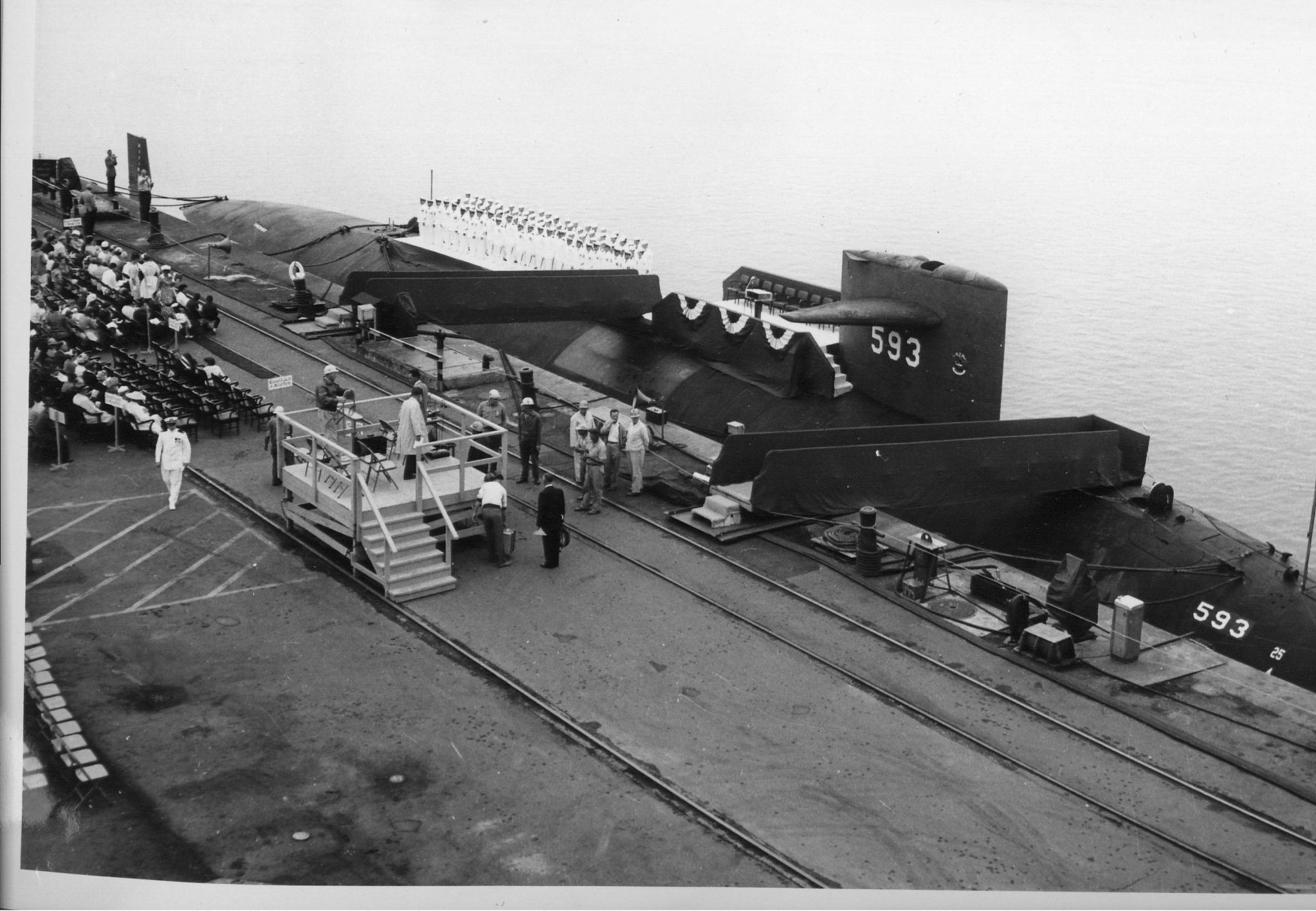
Comisionamiento del USS Thresher (3 de agosto de 1961)
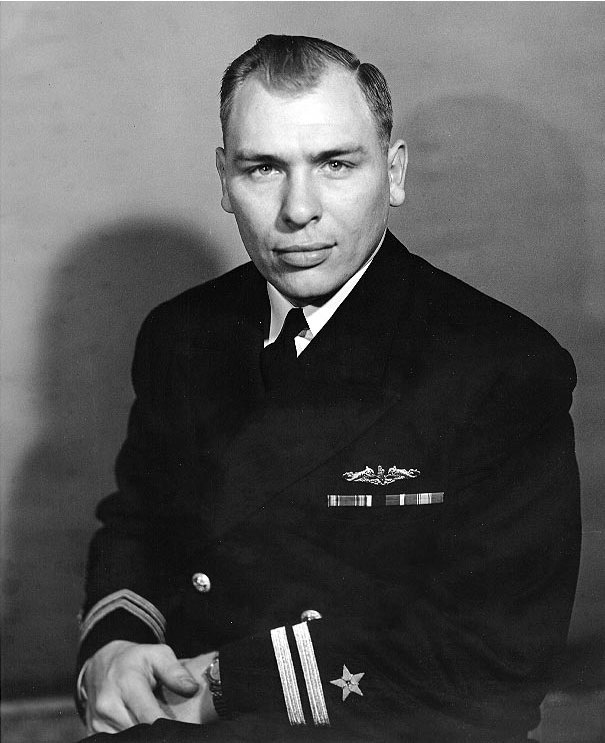
Comandante John Wesley H.
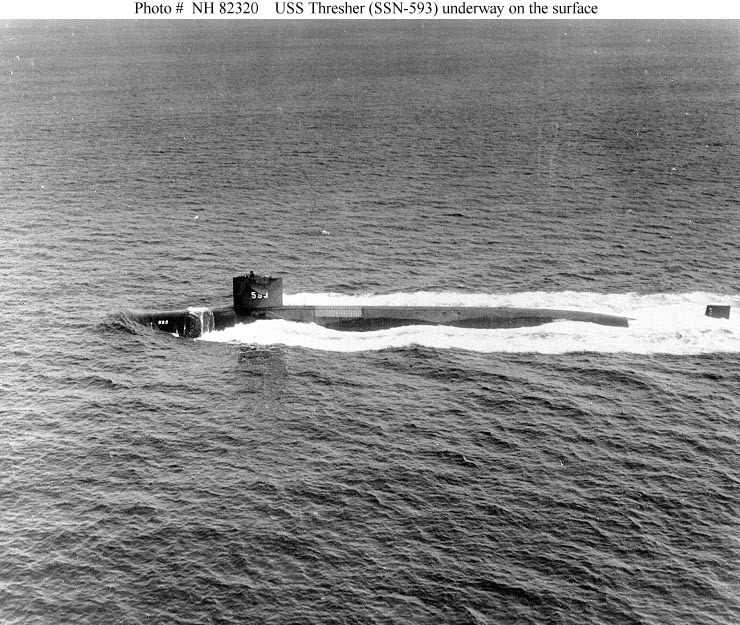
USS Thresher en pruebas de mar.
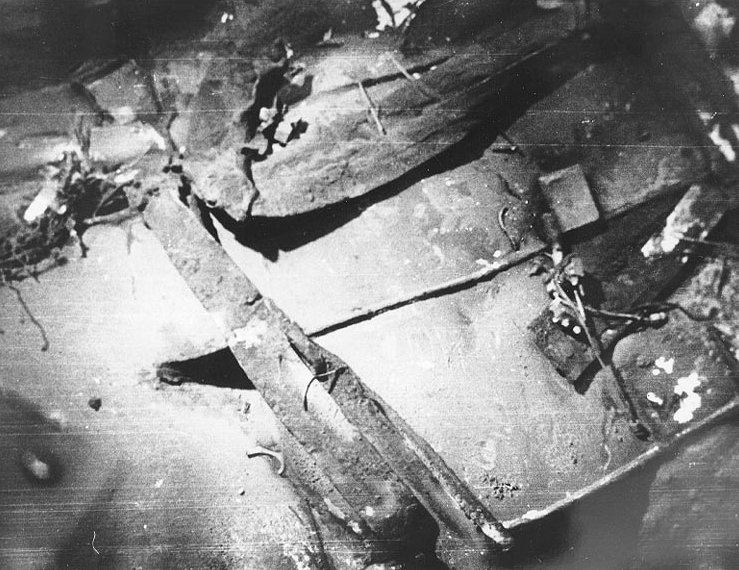
Domo del sonar en el fondo marino.
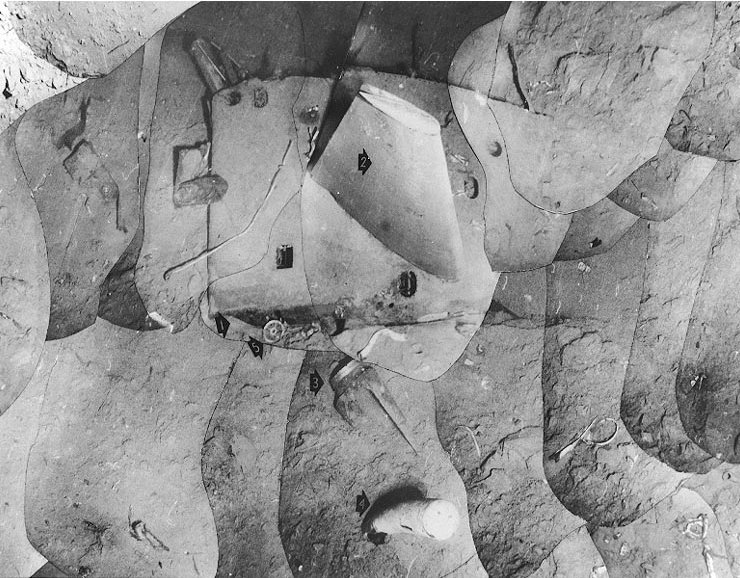
Mosaico con el plano de popa.
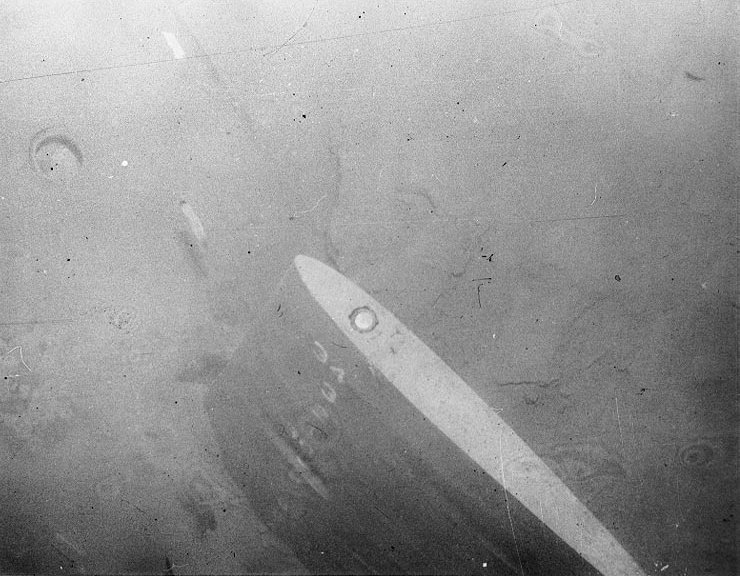
Timón del US Thresher en el fondo.